# Hanns Seel
Hanns Seel (* 19. Februar 1876 in München; † 12. Dezember 1941 in Berlin) war ein deutscher Jurist und Abteilungsleiter im Reichsministerium des Innern.

## Studium und Aufnahme im Staatsdienst
Als Sohn des Johann Baptist Seel und seiner Ehefrau Paula Gruber besuchte er bis zum Abitur 1895 das humanistische Wilhelmsgymnasium München. Danach studierte er an der Universität München Rechtswissenschaften und Nationalökonomie. 1899 und 1903 legte er das 1. und 2. Staatsexamen für den höheren Justiz- und Verwaltungsdienst ab.
Den einjährigen-freiwilligen Militärdienst legte er von 1899 bis 1900 ab. Ab 1904 betätigte er sich als rechtskundlicher Hilfsarbeiter im Finanzreferat der Stadt München. Weiterhin wurde er zum Vorsitzenden des Gewerbegerichts berufen. Danach nahm er eine Beschäftigung als Regierungs-Assessor bei der Regierung von Oberbayern auf.
Bei der Polizeidirektion München wurde er 1911 tätig. Von 1914 bis 1918 leistete er seinen Dienst im Ersten Weltkrieg ab. Zuletzt wurde er zum Hauptmann befördert. Als er schwer erkrankte, versetzte man ihn ins Bayerische Kriegsministerium. Im März 1919 schied er aus der Armee aus und ging nach Dachau, wo er 1919 eine Stelle als Bezirksamtmann besetzte.

## Berufung in die Regierung in Berlin
Im Juni 1920 trat er ins Reichsarbeitsministerium ein, wo er 1921 zum Oberregierungsrat und 1923 zum Ministerialrat befördert wurde. Ab 1924 wirkte er als Vorsitzender im Versorgungsamt VI in Berlin. Als Beauftragter der Reichssparkommission zur Nachprüfung der württembergischen Landesverwaltung war er von 1928 bis 1929 tätig.
Im Vorstand des Versorgungsamtes IV in Berlin war er im Jahre 1932. Am 22. März 1933 erfolgte die Berufung ins Reichsinnenministerium (RIM), wo er am 20. Februar 1934 zum Abteilungsleiter ernannt wurde und als Mitglied der NSDAP für die Beamten im Gau Groß-Berlin der NSDAP zuständig war. Weiterhin wirkte er als Mitglied Reichsdisziplinarhofs und als Beisitzer beim Reichsversorgungsgericht.
Er gehörte der Gesellschaft zum Studium des Faschismus an. An der Verwaltungsakademie in Berlin war er Dozent und Mitglied des Beirats. Weiterhin gehörte er dem Reichsbund der Deutschen Beamten (RDB), der Nationalsozialistischen Kriegsopferversorgung (NSKOV) und dem Bund Nationalsozialistischer Deutscher Juristen (BNSDJ) an.
Im Jahre 1935 wurde er zum Ministerialdirigenten befördert. In Berlin wohnte er in Berlin-Wilmersdorf, Prinzregentenstr. 66 und zuletzt in der Kaiserallee 22.

## Kommentar zum NS-Berufsbeamtentum
Seel ist vor allem durch seinen Kommentar des Gesetzes zur Wiederherstellung des Berufsbeamtentums von 1933 bekannt geworden. In der Einleitung zu diesem Kommentar schrieb er: „So schwer die Eingriffe ... in die Rechtssphäre der davon betroffenen Beamten sind, so sind diese Eingriffe doch aus Gründen des Staatswohls unvermeidlich“.
Zur Bestimmung, dass nur noch Beamte „arischer“ Abstammung im Dienst bleiben dürften, äußerte er Verständnis, denn diese Bestimmungen seinen „nicht etwa einem Gefühle des Hasses entsprungen, sondern notwendig und geboten durch die immer bedrohlichere Überfremdung des deutschen Volkes.“ Für die jüdischen Beamten und ihre Familien zeigte er den Anschein des Mitgefühls: „Daß dabei so mancher Beamte mit seiner Familie schwer in Mitleidenschaft gezogen wird, lässt sich leider nicht umgehen.“
Für die anderen Angehörigen der Beamtenschaft sprach er aus, was der Nationalsozialismus erwartete, wenn die „Säuberung der Reihen“ der Beamtenschaft abgeschlossen wäre: „.. sind die Schädlinge ... entfernt, so wird auch die Beamtenschaft wieder in alter Reinheit und Güte dastehen.“

## Schriften
- Die militärische Versorgungsverfassung, 1919
- Die Neuordnung des Beamtenrechts, Berlin 1933
- Erneuerung des Berufsbeamtentums, Berlin 1933
- Der Behördenangestellte im Neuen Reich mit Arthur B. Krause, Berlin 1933
- Das Recht der nationalen Revolution mit Arthur B. Krause, Berlin 1933
- Gesetz zur Wiederherstellung des Berufsbeamtentums : vom 7. April 1933 in der Fassung vom 23. Juni 1933 und verwandte Gesetze nebst den neuesten Durchfuehrungsverordnungen erläutert von Hanns Seel Berlin 1933
- Deutsches Beamtenrecht mit Hans Lammers, Hans Heinrich, Hans Pfundtner und Fritz Müssigbrodt, Berlin 1938
- Der Beamte im neuen Staat